# Robert de Ryes
Robert de Ryes (Robertus) est un évêque de Sées du XIe siècle.

## Famille
Il est le fils d'Hubert de Ryes qui sauve le duc Guillaume lors de sa fuite de Valognes en 1046. Il a deux frères : Eudes († février 1120), sénéchal des rois d'Angleterre Guillaume le Conquérant, Guillaume le Roux et Henri Ier; et Adam, commissionnaire du Domesday Book.

## Biographie
Après que son père ait recueilli le duc à Ryes, son père, seigneur du lieu, ordonna alors à ses trois fils d'escorter le duc jusqu'à Falaise. Les quatre hommes arrivèrent en sécurité dans la forteresse ducale ; Guillaume put mener sa contre-offensive contre les barons rebelles.
À la mort d'Yves de Bellême, Robert lui succède. Son installation sur l'évêché de Sées serait dû à la volonté du duc de Normandie de contrôler cette marche du sud par des hommes sûrs.
Robert assiste aux conciles de Rouen de 1072 et 1074 ainsi qu'à la dédicace par Lanfranc, archevêque de Cantorbéry, du Bec le 23 octobre 1077. Il souscrit des chartes pour l'abbaye Saint-Étienne de Caen en 1077 et 1082. Il consacre en 1078 Foulque abbé de Saint-Pierre-sur-Dives, précédemment prieur de Saint-Évroult.
Dans la deuxième version de l'Acta archiepiscoporum écrite par un moine de Saint-Ouen à la fin du XIe siècle, il est rapporté que le 24 août 1073, une violente confrontation oppose l'archevêque de Rouen Jean d'Ivry aux moines de Saint-Ouen. Alors qu'il doit célébrer la messe, son arrivée tardive entraîne le début de la cérémonie sans lui. Jugeant ses prérogatives remises en cause, il excommunie sur place les moines et place sous l'interdit l'évêque de Sées Robert de Ryes qui la préside. 
Il meurt en 1081/1082.